# Mozirje
Mozirje – wieś w Słowenii, siedziba gminy Mozirje. W 2018 roku liczyła 2058 mieszkańców.